# Noël Coward
Sir Noël Pierce Coward, angleški dramatik, * 16. december 1899, Teddington, Anglija, † 26. marec 1973, Jamajka.
Noël Coward je bil vsestransko nadarjen gledališčnik; režiser, igralec, pevec, skladatelj, dramatik ...

## Življenje
Noël Pierce Coward se je rodil v glasbeno izobraženi družini; oba starša, mama Violet Agnes (Veitch Coward) in oče Arthur Sabin Coward, sta redno obiskovala vaje iz zborovskega petja, oče je bil tudi uglaševalec klavirjev. V času Cowardovega odraščanja se je njegova mama neprestano razdajala zanj in vso svojo energijo usmerjala v sinov razvoj.
Z gledališko umetnostjo se je srečal zelo zgodaj; pri osmih letih je prvič javno nastopil v šoli, ko pa je bil star deset let, je mama zasledila v časniku Daily Mirror oglas za avdicijo za otroško predstavo Zlata ribica in Noëla nemudoma prijavila. Bil je sprejet in tako dobil svoje prvo delo s tedensko plačo ene in pol gvineje. 
Tovrstna zaposlitev mu je omogočala začetek potovanj in dve leti kasneje je v Manchestru srečal igralko Gertrude Lawrence. Podarila mu je pomarančo, povedala nekaj spotakljivih zgodbic in prijateljstvo, ki je trajalo vse do njene smrti leta 1952, se je začelo. 
Kljub temu da je bil Coward gej, je imela Gertrude v njegovem življenju pomembno vlogo; mnogi gledališki in literarni kritiki so si edini, da je marsikatero vlogo v svojih dramah napisal zanjo. 
Coward se je v gledališkem smislu prvič uveljavil leta 1924, ko so v majhnem gledališču v Hampsteadu uprizorili njegovo besedilo The Vortex (Vrtinec). V uprizoritvi je tudi nastopil in ob tej priložnosti se ni uveljavil samo kot dramatik, pač pa je zablestel tudi kot igralec. Sporna vsebina o drogah in spolnosti je skorajda bila vzrok za neslavni propad tega dela, saj ji je upravnik gledališča nasprotoval, kljub vsemu pa je uprizoritev čez noč postala uspešnica. Leto dni kasneje so to delo uprizorili tudi na Broadwayu, prav tako s Cowardom v glavni vlogi.
Po tem prodoru se je njegov uspeh stopnjeval. Uspešnica je postala tudi uprizoritev njegovega naslednjega besedila, komedije Hayfever (Seneni nahod), ki je bila nedavno ponovno uprizorjena v londonskem gledališču z Judi Dench v glavni vlogi.
Leta 1929 je napisal Private Lives (Intimna komedija); naslednje leto je bila v Londonu krstna uprizoritev, kjer je sam igral Elyota, Gertrude Lawrence, na katere željo je drama pravzaprav nastala, pa Amando. Gertrude ga je namreč že dalj časa prosila, naj napiše igro zanjo in v kateri bosta lahko skupaj igrala. Dolgo časa je ostalo samo pri obljubah, potem pa je Coward med azijsko turnejo zbolel za gripo. Štiri dni je ležal v postelji in pisal Intimno komedijo. 
»Pisanje je bilo enostavno«, je povedal kasneje, »in užival sem ob tem. Igra, ki je nastajala, je vsebovala izvrstne igralske izzive zanjo in zame. Ko sem jo končal, sem nemudoma telegrafiral Gertie v New York, naj si rezervira jesen za to uprizoritev.«
Po londonski uprizoritvi je bila leto dni kasneje (1931) še newyorška premiera tega dela. Coward je uprizoritev sam zrežiral ter ponovno igral Elyota, Gertrude Lawrence je bila ponovno Amanda. Z vlogo Victorja v tej uprizoritvi pa se je začel igralski vzpon angleškega igralca Laurencea Oliviera . 
V svoji avtobiografiji Igralčeva izpoved je Laurence Olivier zapisal: »18. junija sem zapisal v svoj dnevnik nekaj važnega: Noël Coward 10.00. Noël je sedel v postelji, oblečen v izbrano pižamo iz japonske svile in zajtrkoval. Rekel je, da mi ponuja vlogo Victorja v svoji igri Intimna komedija. Rekel je, da me je v minulem letu opazoval, kako delam in da sem naredil nanj zelo dober vtis … Zdaj so se stvari zasukale precej na bolje; lahko si bom privoščil poroko in medene tedne, saj sem vedel, da imam delo zagotovljeno.«
Uprizoritev je doživela 265 ponovitev. Prijateljstvo, ki se je takrat začelo med Noëlom Cowardom in Laurenceom Olivierjem je trajalo vse do Cowardove smrti. Bila sta sodelavca, prijatelja in drug drugemu kritična svetovalca.
Zaradi svojega ekstravagantnega obnašanja, oblačenja in mišljenja je bil Coward vzor mnogim Angležem. Veliko mladih se je zgledovalo po njegovem imidžu, katerega sestavni in osnovni znak je bila cigareta z ustnikom. Nekateri so ga označili tudi kot prvo angleško popikono in kot prvega ambasadorja »cool Britanije«.
Ob zaključku druge svetovne vojne se je Coward preselil na Jamajko, kjer je v starosti 74 let umrl zaradi srčne kapi. 
Leta 1970 ga je kraljica Elizabeta II. povišala v viteza, leta 1984 pa je kraljica mati v Westminstrski opatiji odkrila njegov spominski kip.

## Delo
Coward se je uveljavil kot vsestranski umetnik, bil je cenjen dramatik, glasbenik, skladatelj, igralec, scenarist in režiser. 
Napisal je veliko del, med njegova najuspešnejša in najpogosteje uprizarjana pa sodijo Blithe Spirit, This Happy Breed, The Last Trick, Fallen Angels, The Vortex in seveda Private Lives. Slednje igrajo po vsem svetu in med najbolj znane uprizoritve sodi newyorška uprizoritev iz leta 1983, ko sta skupaj nastopila Elizabeth Taylor kot Amanda in Richard Burton kot Elyot. To je bila uprizoritev, v kateri je drugič in poslednjič na odru stal ta znani in usodni hollywoodski par. 
Sicer pa je v vlogi Amande nastopila tudi Joan Collins v New Yorku leta 1992 in v vlogi Elyota Alan Rickman v Londonu leta 2001.
Po koncu druge svetovne vojne se je Coward preselil na Jamajko, kjer je prirejal svoja dela za filmske upodobitve. V tem času je kar nekajkrat sodeloval z režiserjem Davidom Leanom (Lawrence Arabski, Dr. Živago, Ryanova hči). 
Lean je po treh Cowardovih delih posnel filme Brief Encounter, Blithe Spirit in This Happy Breed . Med drugim pa je Coward skupaj z Davidom Leanom zrežiral film po lastni predlogi 
In Which We Served, v katerem je tudi igral, film pa je bil nagrajen s posebnim oskarjem za najboljšo produkcijo.